# 伊集院光
伊集院 光（いじゅういん ひかる、1967年〈昭和42年〉11月7日 - ）は、日本の男性タレント、俳優、お笑い芸人、ラジオパーソナリティである。
本名：篠岡 建（しのおか けん）、旧姓：田中（たなか）。東京都荒川区西尾久出身。妻は元タレントの篠岡美佳。
かつては六代目・三遊亭円楽門下の落語家・三遊亭楽大（さんゆうてい らくだい）として活動していた。
東京都立足立新田高等学校中退。ホリプロ所属。落語家時代は星企画に所属していた。

## 概要
1984年（昭和59年）に三遊亭楽太郎（のちの六代目・三遊亭円楽）に弟子入りし、落語家・三遊亭楽大として活動後、1987年頃から、タレント・伊集院光として『オールナイトニッポン』（ニッポン放送）や、『Oh!デカナイト』（ニッポン放送）、『深夜の馬鹿力』（TBSラジオ）などラジオパーソナリティとして人気を博す。
『深夜の馬鹿力』は25年以上続く深夜ラジオ番組であり、『オールナイトニッポン』『Oh!デカナイト』から数えると30年以上ラジオの第一線で活動していることから、メディアなどでは「ラジオの帝王」と称されることも多い。
テレビでの伊集院は『Qさま!!』（テレビ朝日系）のような、博学で人当たりの良いおおらかな人物であるが、深夜ラジオでは歯に衣着せぬ毒舌と、タブーをも恐れぬ軽妙なトークが特徴。

## 経歴

### 三遊亭楽太郎に入門
1984年（昭和59年）7月、不登校を案じられて、叔父の知り合いである「吉河さん」の紹介で、圓楽一門の三遊亭楽太郎（のちの六代目・三遊亭円楽）に弟子入りし、三遊亭楽大を名乗った。卒業間近の3年次の2月に高校を中退している。
初高座は1985年（昭和60年）9月10日、寄席若竹で演目は「釜泥」。
師匠には内緒で、当時ニッポン放送ディレクターだった安岡喜郎に「伊集院 光」と名付けられ、ラジオ番組に出演を始める一方、1988年に二つ目に昇進し、同年には第17回NHK新人落語コンクール（現：NHK新人落語大賞）本選に、「子褒め」で出場している」。楽太郎から伝授された噺は40から50以上あり、『笑点』の「若手大喜利」にも出演したことがある。

### ラジオ（ニッポン放送時代：1987 - 1995年）
1987年（昭和62年）、兄弟子であった石田章洋からの誘いで、ニッポン放送のお笑いオーディション番組『激突!あごはずしショー』に出演し、オーディションで優勝したことが、お笑いタレントとしてのデビューのきっかけと語っている。優勝の結果、ニッポン放送の「山口良一のそれゆけ!土曜日行進曲」のレポーターになる。
当時のキャッチフレーズは「オペラ座の怪人」を捩った「オペラの怪人」。タキシードで正装し、威風堂々と「オー・ソレ・ミオ」を「恐ぉ〜れ山のイタコ」、「鰹風味のほんだし」（味の素「ほんだし」サウンドロゴ）を「鰹風味のふんどし〜」、「静かな湖畔の森の影から」の歌詞を「静香の眉間にシワがある〜、クドークドー」など、替え歌ギャグをオペラ調に歌うギャグオペラ歌手という肩書きだった。
テレビの深夜番組や、『笑っていいとも!』、『ウッチャンナンチャンのやるならやらねば!』で、上記のギャグオペラを披露する仕事が時々あったが、リサイタルと称した舞台（お笑いライブ）でもギャグオペラのコーナーを設けなければならず、また当時は「足立新田高校声楽科中退」後イタリアに留学し、ルチアーノ・パヴァロッティに師事していたと語ってしまったため、ある程度オペラについての知識を勉強せねばならず苦労したという。本物のオペラ歌手だと間違われて、オペラのCDのライナーノーツ（解説）の依頼があったという逸話もある。
『あごはずしショー』終了後は『山口良一のそれゆけ!土曜日行進曲』のレポーターや『寺内たけしのオールナイトニッポン』の笑い役などを経て、1988年（昭和63年）10月より冠番組『伊集院光のオールナイトニッポン』を開始。伊集院は後年「当時の2部に出ているアーティストの方が、だんだん有名になってきて、得体の知れない人がいないと。余裕の産物で、ジョーカーを入れようってなった」と述べている。『あごはずしショー』で共演した岩井富士夫が制作スタッフであった『CREATIVE COMPANY 冨田和音株式会社』（CBCラジオ）にも1989年（平成元年）10月より週1レギュラーで出演を始め、以来、名古屋でも断続的にレギュラー番組を持つようになる。『オールナイトニッポン』では番組内から生まれた架空のアイドル・芳賀ゆいが話題になるなど、次第にコアな人気を集めてゆく。
一方で1990年（平成2年）には「伊集院光」として脚光を浴びていたラジオ番組出演が一門に知られ、楽太郎の師匠五代目・三遊亭圓楽も「弟子が勝手やってるらしいな」と問題視する事態となった。楽太郎は日々関係各所に出向き伊集院のために頭を下げていたという。また、この時期五代目圓楽が、一門の定席であった若竹の閉鎖という暗いニュースを打ち消そうと、一門の二つ目を一斉に真打にしようとしており、まだ5年ほどのキャリアしかなかった伊集院はそれに困惑し、落語そのものへの迷いも生じ始めた。さらに人間関係のストレスも抱えた伊集院は「伊集院という名前で落語をやったっていいんだよ」と楽太郎から言われたものの、若さゆえに「いや、落語の方はこれでキッパリとケリをつけます」と言い出て行き落語から離れた。伊集院はこれにより破門状態になったと認識していたが、師匠の楽太郎 のちの六代目・三遊亭円楽は没した2022年9月まで終生伊集院を弟子扱いしていて、ラジオ番組三遊亭円楽のおたよりください!には伊集院光を番組収録に同席出演させて、円楽没後には伊集院光のおたよりください!として番組を終了まで引き継がせた。
1991年（平成2年）3月には平日の帯番組である『伊集院光のOh!デカナイト』が放送開始され、人気となった。『Oh!デカナイト』内の企画で久保こーじと組み「荒川ラップブラザーズ」（略して「ARB」）のクレジットでラップのCDをリリースしたり、名物コーナーであった「ザ・ベースボールクイズ」をメインとして電気グルーヴ、THE BLUE HEARTS、福山雅治なども登場したイベントで東京ドーム・西武球場のスタンドをリスナーで満員にするなど人気番組となった。一方でスポンサーやニッポン放送との関係は悪化していった。
これを聞いたTBSラジオの永田守は、『Oh!デカナイト』の番組生放送中に番組スタッフ向けの差し入れの品を携えてスタジオに来訪。さらに番組内番組である『ピンクワンダーランドCoCo一番』の録音やCMが流れている間に生放送ブースに闖入し、伊集院に対して『TBS来いよ』とあからさまな引き抜きをかけている。
1995年（平成7年）4月末に『Oh!デカナイト』が終了。これに伴い、伊集院はニッポン放送と一種の冷戦状態となっていた。

### TBSラジオ時代：1995-
1995年（平成7年）10月からTBSラジオの深夜番組『深夜の馬鹿力』を開始し、主なラジオでの舞台をTBSラジオへ移す。初代の番組ディレクター兼プロデューサーは永田が勤めた。
『深夜の馬鹿力』は2025年時点も続いており、1998年（平成10年）4月から2008年（平成20年）3月までの10年間に渡って日曜午後のワイド番組『伊集院光 日曜大将軍』『伊集院光 日曜日の秘密基地』のパーソナリティも務めた。この時、一番長くアシスタントを務めたTBSアナウンサー（当時）の竹内香苗からはその「妻に対する誠実な人柄」により「理想の男性」と評されている。
TBSラジオでの活動において、2000年（平成12年）には「ナイスプレー賞」、2001年（平成13年）にはTBSラジオから「ゴールデンマイク賞」、2003年（平成15年）には放送批評懇談会から「ギャラクシー賞DJパーソナリティ賞」、『日曜日の秘密基地』の2006年（平成18年）2月のスペシャルウィーク企画「どこの誰かは知らないけれど、話してみたらスゲー人スペシャル」にてギャラクシー大賞ラジオ部門をそれぞれ受賞した。
毎年大晦日にTBSラジオ、文化放送、ニッポン放送の在京3局が持ち回りで担当していた全民放AMラジオ局およびラジオたんぱ合同の『ゆく年くる年』では、ニッポン放送時代に1993年（平成5年）年明けまで、TBSラジオ時代には1997年（平成9年）及び2000年（平成12年）年明けまでと3度パーソナリティを担当した。
2016年（平成28年）春より、30年間放送された『大沢悠里のゆうゆうワイド』の後を継ぎ、TBSラジオの平日午前帯ワイド番組のパーソナリティを務めることが2016年（平成28年）1月18日に発表された。2016年（平成28年）4月11日、『伊集院光とらじおと』のタイトルで新番組開始。同日、オフィシャルブログ「伊集院光とらじおとぶろぐと」を開設した。
2022年（令和4年）1月11日、パーソナリティを務める『伊集院光とらじおと』が、今春いっぱいで終了することを番組内で発表し、同年3月24日に最終回を迎え、6年の歴史に幕を下ろした。

### 雪解けへ：2023-
2023年からはニッポン放送にもレギュラー番組を持つようになった。ナイターの無い日に『ニッポン放送ショウアップナイタースペシャル 伊集院光の集まれ!野球おじさん』を担当したりナイターオフには『伊集院光のタネ』を担当したりしている。これには以下のような心境の変化がある。
そもそもTBSで担当を開始した『伊集院光とらじおと』は伊集院自身のラジオの集大成として15年は続けようと考えていたという。その点を踏まえ、これまで自身が担当してきた様々なジャンルのコーナーを詰め込んでいた。その一方でそれが却ってスタッフの負担を増やしているのではないかと危惧した。曰く「番組が楽しくなるなら、自身の労力が増える分には構わないが、各家庭もあるスタッフを含め同じ方向を向くのは難しい。構造的な問題を抱えていては最後のラジオにはできない。いろいろ考えを変えねばならない。」と考え、最終的に「辞任」という形で番組を終えることとなった。

この価値観の変化がラジオ局に対するスタンスへも変化をもたらす。もともと伊集院はお世話になっている局に忠誠を誓う性格であり、「TBSに出ている以上他局に出てはいけない」という考えでいた。しかし、ナイツが局をまたいで平日帯と土曜縦長の両ワイドをかけ持つように、一種の専属形態が薄れたうえ、TBSは2018年10月期をもって対外的に聴取率調査を取りやめ、スペシャルウィークを無くした。伊集院はこれまで「聴取率さえ上げていれば番組は続けられる」と考えていたが、聴取率が関係ないとなると「いつでも切られる可能性がある」と考えるようになる。事実TBSラジオでは「役目を終えた」ことを理由に番組が終了したり、枠を縮小させた番組が増えていく。これ以降、「（番組を持った局とは）ギヴ・アンド・テイクでウィンウィンな関係を作りたい」と考えているが、ニッポン放送においては古巣かどうかではなくラジオそのもの、そしてリスナーに誠実にいたいという考えに変わったことによる。
さらに伊集院は改めて5年以内に5年間にわたって「自身の集大成的番組を持ちたい」と考えており、多様な番組を持つのはその「下地作り」だという。また、この先は次シーズンやネット配信も視野に入れ、スポンサーとも関係を作りながら全体の向上につなげたいと語る。

## 人物

### 家族
- 家族構成は父、母、兄、姉、弟の6人で、4人兄弟の次男。
- 1995年（平成7年）11月7日に歌手・タレントだった篠岡美佳と結婚。篠岡姓となる。
- 2011年（平成23年）3月11日に発生した東日本大震災およびそれに伴う原発事故の際には、余震や放射線を心配して妻を和歌山県西牟婁郡白浜町の実家に愛犬を連れて一時帰宅させていた。事実上の別居状態であったが、仕事で名古屋・関西方面に訪れた際に会いに行くなど特に不仲などではなかった。妻は2012年（平成24年）5月に帰京している[17][18]。

### 師匠・六代目円楽との関係
楽太郎は六代目円楽を襲名して以降も一貫して伊集院を弟子として扱い続けた。
伊集院が落語家を廃業した後、約10年ぶりに再会した際、「伊集院さんは弟子ですか」と聞かれた楽太郎は「クビにした覚えはない。俺を尊敬してるなら弟子だ」と述べている。
その後も2003年（平成15年）4月の三遊亭楽太郎一門会へ出演させたり、毎年正月3日に行われる六代目円楽一門の新年会に招待し、ラジオやテレビ番組でも共演するなど、身内（弟子）として扱い続けた。伊集院もタレント転向以降も、円楽のことを「師匠」として敬意を払っている。テレビ番組『プレバト!!』の「俳句の才能査定ランキング」では六代目円楽が俳句部門の名人として出場していたが、2021年（令和3年）6月10日放送回で共演した際に円楽は、伊集院を「今まで見てきた弟子の中で一番の弟子です」と紹介している。
2020年（令和2年）5月、自身のラジオ番組にゲスト出演した六代目円楽から、新型コロナウイルスの流行が落ち着いた後に二人会をやろうと提案され、2021年（令和3年）6月13日に有楽町読売会館内のよみうりホールにて「三遊亭円楽・伊集院光 二人会」が昼夜2公演で開催された。伊集院としてはこれが約30年ぶりの高座復帰となった。
2022年（令和4年）9月30日に六代目円楽が肺がんで死去した際には報道陣へのコメントの他、『深夜の馬鹿力』内で心境を吐露している。また、同年12月2日に都内で開催された円楽のお別れの会に参列した際には、門弟を代表して石田章洋・楽大（後述）・一太郎含めた六代目円楽一門の弟子達と共に登壇し、遺された兄弟弟子達を1人ずつ紹介し、円楽の教えを継承していくことへの意気込みを語っている。円楽の死後も円楽門下の弟子達とは交流を持っており、円楽の73回目の誕生日である2023年（令和5年）2月8日には、円楽門下の末弟である三遊亭楽太がプロデュースした「円楽師匠の誕生日落語会〜弟子と仲間に囲まれて一門の再出発〜」（深川江戸資料館）に楽太からの指名で出演し、三遊亭楽生、三遊亭楽京、楽大、三遊亭楽八、三遊亭楽花山と共に座談会のトークゲストとして共演した。
円楽が生前担当していた『三遊亭円楽のおたよりください!』（JRN系ネットワーク）は、伊集院がTBSラジオで『伊集院光とらじおと』を担当していた際の企画ネット（『伊集院光とらじおとお便りと』）になっていた事から、円楽が2022年1月に脳梗塞で療養となって以降『おたよりください』についても、同年2月14日放送分から7月20日放送分まで伊集院が代演として担当（その間に『伊集院光とらじおと』は同年3月24日に放送終了している）、さらに円楽が同番組に一時復帰の際にはアシスタントを務めた。その後、円楽が再入院したことから再び伊集院がアシスタント待遇のまま代演し、同年9月の円楽の死去を受け、同年12月5日放送分以降は『伊集院光のおたよりください!』に改題する形で正式に後任パーソナリティを引き継ぐこととなった。

### 三遊亭楽大
伊集院が名乗っていた「三遊亭楽大」の高座名は、伊集院が自主廃業を決めてから17年後に入門した天野吉秀が名乗っている。楽大は学生時代から伊集院のラジオのファンであり、圓楽門下に入ったのも伊集院の師匠だったことが理由の一つであると明かしている他、伊集院が二ツ目で廃業したので通常は代数に数えないにもかかわらず自ら2代目を自称するとともに、先輩落語家に対しての呼称である「兄（あに）さん」と呼び、相弟子として交流を持っている。
伊集院は2020年（令和2年）4月に真打に昇進した楽大の口上書きに寄稿を行い、楽大も前述の二人会に開口一番として出演している。

### ニッポン放送との関係
伊集院自身の回想によれば、ニッポン放送のプロデューサーである宮本幸一は初対面で伊集院の頭を掴み、「売れる匂いが全くしねぇ」と述べ、それ以降も様々なことから確執が生まれたとされる。後年、宮本はこのエピソードを「ネット上のデマ」であるとして対処を求めたが、伊集院は「本当のことだよ!上から下まで100%本当のことだよ、デマじゃねえよ!思い出したよ、あんたのそういうところが出たくなくなるとこだよ!」と反論している。
さらに『Oh!デカナイト』が改編期でない時期での番組終了となった事とニッポン放送幹部から出入り禁止を告げられたことから、伊集院とニッポン放送は「冷戦状態」となり、降板から2年が経過した1997年（平成9年）3月23日に放送された『ニッポン放送社屋移転特別番組 有楽町からお台場へ 1242人夢のマイクリレー』においても、伊集院は同局の歴史上から抹消された扱いを受けており、番組出演の話も来なかったと後年述懐している。
『Oh!デカナイト』の終了から14年が経過した2004年（平成16年）7月15日、開局50周年記念特番として放送された『ニッポン放送開局記念日スペシャル 笑顔が一番!あなたと一緒に50年』にて『Oh!デカナイト』の一夜限りの復活放送が行われ、伊集院は久々のニッポン放送への出演を果たした。その後、上柳昌彦の仲介で2014年（平成26年）7月15日に放送された開局60周年記念特番『ニッポン放送開局60周年記念 ラジオで聴いた『忘れられぬミュージック』』にて再びニッポン放送の番組に出演をしているが、宮本と遭遇して口論したことにより、ふたたび疎遠となったという。
2019年（令和元年）、事務所の大先輩である和田アキ子と会食した際、伊集院はニッポン放送とのエピソードを伝え、「あんだけのことをぶち上げて、ニッポン放送と絶縁というか、出てないから、アッコさんが呼びつけてくれるという形が一番スムーズなんですよ」と述べた。これをうけた和田が『ゴッドアフタヌーン アッコのいいかげんに1000回』のゲスト出演を要請、同年5月18日放送分にて5年振りにニッポン放送の番組にゲスト出演。同年6月19日には『佐久間宣行のオールナイトニッポン0(ZERO)』放送分にゲスト出演、翌2020年5月にはお互いにホリプロ所属で同い年である三村マサカズの番組『さまぁ〜ず三村マサカズと小島瑠璃子の「みむこじラジオ!」』に3週連続でゲスト出演、2020年（令和2年）には『春風亭一之輔 あなたとハッピー!』10月16日放送分でゲスト出演するなど、継続的にニッポン放送の番組にゲスト出演を続けている。
2023年（令和5年）2月19日には『オールナイトニッポン55周年記念 オールナイトニッポン55時間スペシャル』の一環として、「伊集院光のオールナイトニッポン」が33年ぶりに放送されることとなった。
同年10月にはナイターオフ番組として「伊集院光のタネ」が始まり好評を博し、翌年春にナイター中継が開始されたが、番組が継続された。

### 若手芸人との関係
自らが主宰する草野球チームなどで、若手芸人との親交を持つ。アンタッチャブルとは「師弟関係」とされており、2019年のコンビ復活の際にも相談を受けている。

### お笑いについての考え
2024年12月31日の年明け放送分の『あちこちオードリー』で、昨今の純粋な面白さをおざなりにして「技術を競うだけの競技」と化した『M-1グランプリ』を指して「滅びるよ」と危機感を露にした。また、初期の『M-1』の審査員の人選にお笑い業界に拘らない多様性があったのに対し、昨今は『M-1』経験者のみが審査員となっている点を指摘。伊集院は『女芸人No.1決定戦 THE W 2024』でファーストステージ敗退したキンタロー。について「絶体絶命なのに、なおぶっ壊れ続けるあの感じ。俺は、面白い女性芸人の “芸事” よりも、あれが見たいの」と自身がイメージする芸人のあるべき姿についても語っている。

### 趣味
- 少年時代からの家庭用ゲーム愛好家である。感動したテレビゲームに『MOTHER2 ギーグの逆襲』を挙げている。長年『ファミ通』にコラムを掲載しているためラジオでもTVゲーム関連の話題をすることが多い。スマホゲームの『ドラクエウォーク』をプレイしている。2020年（令和2年）、YouTubeチャンネル『伊集院光とはいしんと』で、『あつまれ どうぶつの森』のゲーム実況配信を始める。
  - MOTHERシリーズの熱烈なファンである身として『MOTHER3 豚王の最期』開発中止が発表された折に、『伊集院光 深夜の馬鹿力』で「5年もの間、開発、投資し続けたものを、（通常、多くの企業が行うように）少しでも回収するために不完全な形で商品化するのではなく、『中止』ときっぱり公表出来るのは任天堂の凄い所だと思う」とコメントした。その後、製品版が発売直前には貸与された試作版をやり込む様子を語ったり、ゲーム企画者である糸井重里との対談など行った。
- プロ野球は、本拠地が東京だった子供の頃からの北海道日本ハムファイターズファンで、長年名古屋の番組に携わっていることもあり中日ドラゴンズにも関心を持っている。また、両チーム共に例年沖縄キャンプの観戦にも赴いている[37][38]。
- 草野球チーム『ビッグ・アスホールズ』の主宰。ブッチャーブラザーズのぶっちゃあが主催する草野球リーグ戦「Gリーグ」に参加している[39]
- ウルトラシリーズ、ゴジラシリーズなど特撮作品のファンである。
- 音楽は安室奈美恵[40]や黒木渚、THE BLUE HEARTS（THE HIGH-LOWS、ザ・クロマニヨンズ）[41]、坂本龍一（特にBallet Mécanique）、電気グルーヴ、フラワーカンパニーズ[42]、竹原ピストル（野狐禅）[43]、SION[44]、真心ブラザーズ、ECD、A.K.I.PRODUCTIONS[45][46]、ヒグチアイ、MOROHA[47]など、洋楽ではトム・ウェイツ、スクリーミン・ジェイ・ホーキンス、ピンク・フロイド、オフスプリング、アート・オブ・ノイズ、ケミカル・ブラザーズ、ザ・プロディジー[48]などを好み、自らの番組内でも度々SEとして使われているクラフトワークは中学生の頃から聴いていたと語っている。
- 『伊集院光とらじおと』がきっかけで観音巡りを回っており、代参メールを拝読後に参拝している。江戸三十三箇所巡りでは徒歩で2016年7月頃に制覇し、アイカツスターズ!スタンプラリー（劇場版アイカツスターズ）の後に2016年7月10日から始めた坂東三十三箇所巡りでは距離が長いため電動アシスト自転車や、輪行ができる自転車などがメインとなる。坂東三十三箇所巡りは2016年12月10日に結願し廻り終える。しかし、御朱印帳の最後の欄にはお礼参りとして「善光寺」となっており、番組の都合上、ジョギングで走った分だけマイルが溜まる「走ってガッポリ善光寺マイル」を始める[注 16]。また、スタッフの調査で善光寺だけでは片参りとなることが判明したため、北向観音の分も距離が増加した[49]。2017年3月18日に両寺院のお礼参りを終え「坂東三十三観音巡り」及び「走ってガッポリ善光寺マイル」は完結した。
- 近年では位置情報ゲームに熱を上げ、2014年のIngressに始まり[50]、ポケモンGO[51]、テクテクテクテク（テクテクライフ）、ドラゴンクエストウォーク[52]などを主にプレイしている。しばしば国内旅行や海外旅行でプレイし、後日ラジオにてトークをしている。
- 2021年に普通自動二輪免許取得。直後に大型自動二輪免許取得。都内で自動車教習所を探したが教習所不足により見つからず、千葉県船橋市の教習所に通う。普通自動二輪免許課程を卒業直後に大型自動二輪免許取得のために再度教習所に通った。2023年、バンバン200を購入し、愛車としていることを明かしている。
- 芸名と同じ名前ゆえにプライベートで伊集院町へ時々行くことをラジオで時折明かしており、自身のTwitterのアイコンには伊集院駅の駅名標と自身の顔を撮影したツーショット写真を使用している。

## 受賞歴
- 2000年 - 第4回日本ゲーム大賞 ベストゲーマー賞[53][54]
- 2000年 - TBSラジオ ナイスプレー賞
- 2001年 - TBSラジオ ゴールデンマイク賞
- 2002年 - 第40回ギャラクシー賞 ラジオ部門DJパーソナリティ賞（伊集院光 日曜日の秘密基地パーソナリティとして）
- 2006年 - 第43回ギャラクシー賞 ラジオ部門 大賞（伊集院光 日曜日の秘密基地 2006年（平成18年）2月26日放送「どこの誰かは知らないけれど、話してみたらスゲー人スペシャル」）
- 2017年 - 第20回みうらじゅん賞
- 2020年 - プラネット賞 年間賞（田中裕二休養中の代打として出演した爆笑問題カーボーイ）
- 2021年 - 5月度ギャラクシー賞 テレビ部門月間賞（サンドウィッチマン&芦田愛菜の博士ちゃん2時間SP）[55]
- 2024年 - 種田山頭火賞[56][57]
- 2025年 - 3月度ギャラクシー賞 「伊集院光の偏愛博物館」[58]

## 出演

### ラジオ番組

#### 現在
- 伊集院光 深夜の馬鹿力（1995年10月9日 - 、TBSラジオ）
- 伊集院光の百年ラヂオ（2023年4月9日 - 、NHK-FM）
- ニッポン放送ショウアップナイタースペシャル 伊集院光の集まれ!野球おじさん（2023年4月15日 - 、ニッポン放送）
- 伊集院光のタネ（2023年10月3日 - 、ニッポン放送）[59][60]
  - 伊集院光のちょいタネ（2024年4月1日 - ） - 上記「伊集院光のタネ」が2部制になり、午前中に放送されている10分番組。月曜 - 金曜[61]

#### 終了分
- 伊集院光のオールナイトニッポン（1988年 - 1990年、ニッポン放送、水曜2部→金曜2部）
- CREATIVE COMPANY 冨田和音株式会社（1989年 - 1990年、CBCラジオ 木曜日）
- 伊集院光のOh!デカナイト（1991年 - 1995年、ニッポン放送）不定期
- 伊集院光の夏休みの王様 → 伊集院光の放課後の王様（1995年 - 1996年、セント・ギガ『放課後の王様』月曜日、サテラビュー連動番組）
- 伊集院光の怪電波発信基地（1996年 - 1997年、セント・ギガ、サテラビュー連動番組）
- 伊集院光 日曜大将軍（1998年 - 2000年、TBSラジオ）
- 伊集院光 日曜日の秘密基地（2000年 - 2008年、TBSラジオ）
- 伊集院光の週末TSUTAYAに行ってこれ借りよう!（2000年 - 2008年、TBSラジオ『たまむすび』金曜15時台のコーナー）
- 伊集院光とらじおと（2016年 - 2022年、TBSラジオ）
- 三遊亭円楽のおたよりください!（2022年2月14日 - 12月2日、TBSラジオ制作・JRN系列裏送り）- 六代目・三遊亭円楽の代演。円楽が復帰した7月以降はアシスタント。
  - 伊集院光のおたよりください!（2022年12月5日 - 2024年3月29日、TBSラジオ制作・JRN系列裏送り）

#### 単発・特番・ゲスト出演
- 鴻上尚史のオールナイトニッポン 10回クイズちがうねスペシャル（1988年2月3日 、ニッポン放送）
- 芳賀ゆいのオールナイトニッポン（1990年2月16日、ニッポン放送）
- 伊集院光と芳賀ゆいのオールナイトニッポン（1990年8月30日、ニッポン放送）
- 伊集院光のオールナイトニッポン（1990年9月7日、ニッポン放送） - ビートたけしの代打として
- 大槻ケンヂのオールナイトニッポン（ニッポン放送）
  - （1990年11月13日）
  - （1990年12月4日） - 電話出演
  - （1991年1月7日） - 山崎ハコ・YOUとゲスト出演
- 電気グルーヴのオールナイトニッポン（ニッポン放送）
  - （1992年2月15日）
  - （1992年8月15日） - ファミスタ対決
  - （1992年11月10日・17） - 日罰ゲームとして新宿二丁目にてビデオ購入
  - 1993年2月16日 電気グルーヴのオールナイトニッポン（ニッポン放送）
  - （1993年3月9日・16日・23日）
  - （1993年8月17日） - 催眠術にかかる
  - （1993年11月23日）
  - （1993年12月28日）
  - （1994年2月1日・8日・15）
- 荒川ラップブラザーズのオールナイトニッポン（1992年2月29日、ニッポン放送）
- 古田新太のオールナイトニッポン（1991年5月16日 、ニッポン放送）
- 電気グルーヴのUP's 主は冷たい土の中に（TBSラジオ）
  - （1996年4月10日）
  - （1996年6月19日） - 篠原ともえとゲスト出演
- ゆく年くる年（1996年12月31日） - 櫻井智と共演
- 雑誌げーむじん創刊記念新春特別番組「ゲーム初め'98」（1998年1月3日、TBSラジオ） - 爆笑問題・ピエール瀧がゲスト、
- 飯野賢治 ナイトワープ Eno@Home（1998年12月12日、TOKYO FM）
- 初笑い新春声優大集合（1999年1月1日、NHK FM）
- ふれあいラジオパーティ（1999年7月13日、NHKラジオ第1）
- 坂下千里子のビューティーお先です!（2001年2月22日、TBSラジオ）
- 伊集院光の未来のラジオ（2001年5月28日、TBSラジオ）
- UP'S Extra ラジオマンガ喫茶「じゅん」（2001年10月28日、TBSラジオ）
- 浅草キッドの社会の窓（2001年12月23日、TBSラジオ） - 辻元清美とゲスト出演
- タンポポ編集部 OH-SO-RO!（2002年4月9日・8月27日、TBSラジオ）
- ストリーム（2003年6月20日、2004年6月25日、TBSラジオ）
- 安斎肇とみうらじゅんのTR2 Tuesday（2003年11月4日、J-WAVE）
- ニッポン放送開局記念日スペシャル 笑顔が一番!あなたと一緒に50年（2004年7月15日、ニッポン放送）
- TBSラジオオールスター謹賀新年スペシャル（2005年1月2日、TBSラジオ） - 大沢悠里との対談
- JUNK 交流戦スペシャル（TBSラジオ）
  - アンタッチャブル（2006年7月28日）
- 爆笑問題（2006年9月1日）
- JUNK座談会スペシャル2008（2008年12月25日、TBSオンデマンド）
- 全国おとな電話相談室（T2009年3月29日、BSラジオ）
- 大沢悠里のゆうゆうワイド（TBSラジオ）
  - （2009年10月2日）
  - （2016年3月28日）
- 大竹まこと ゴールデンラジオ!（文化放送）
  - （2009年10月14日）
  - 第3000回記念（2019年1月17日 ）
  - （2020年10月14日）
  - 第4000回記念（2022年12月8日 、文化放送）
- 爆笑問題の日曜サンデー（TBSラジオ）
  - （2009年10月25日）
  - （2011年12月25日）
  - 「10周年突破記念！JUNK大集合！！」（2013年3月24日）
  - （2016年4月10日）
  - 田中裕二のピンチヒッター（2021年2月14日 ）
  - （2022年12月25日）
- たまむすび（2012年6月14日 、TBSラジオ） - 電気グルーヴとの共演
- サウンドクリエーターズ・ファイル 電気グルーヴ（2013年2月17日、NHK FM）
- レコメン!（文化放送）
  - （2013年2月12日）
  - （2013年9月3日）
  - （2014年7月29日）
- ニッポン放送開局60周年記念 ラジオで聴いた「忘れられぬミュージック」（2014年7月15日 2014年7月15日、ニッポン放送） - 2014年7月15日
- 2017年10月6日・13日 ぶっちゃあのロッカールーム（Bayfm）
- 2018年11月30日 One More Pint!（NACK5）
- ラジ(コ)フェス（2019年3月21日、TBSラジオ）
- ごごラジ!（2019年5月16日、NHKラジオ第1）
- 2019年5月18日 ゴッドアフタヌーン アッコのいいかげんに1000回（ニッポン放送）
- 佐久間宣行のオールナイトニッポン0(ZERO)（2019年6月19日、ニッポン放送）
- さまぁ〜ず三村マサカズと小島瑠璃子の「みむこじラジオ!」（2020年5月16日・23日・30日、ニッポン放送）
- 久米宏 ラジオなんですけど（2020年6月27日、TBSラジオ）
- 爆笑問題カーボーイ（2020年9月8日、TBSラジオ） - 田中裕二のピンチヒッター
- 春風亭一之輔 あなたとハッピー!（2020年10月16日、ニッポン放送）
- 山里亮太の不毛な議論（2020年10月21日 、TBSラジオ） - ヤマサト秋のはんまつり2020
- 山崎怜奈の誰かに話したかったこと。（2020年10月27日、TOKYO FM）
- サンドウィッチマンの天使のつくり笑い（2021年3月2日、NHKラジオ第1）
- 三菱地所レジデンス Sparkle Life（2021年3月27日・4月3日、TOKYO FM）
- ナイツ ザ・ラジオショー（2022年7月14日、ニッポン放送）
  - 伊集院光 ザ・ラジオショー（2023年3月29日、ニッポン放送） - ナイツの代打として
- The Lifestyle MUSEUM（2022年7月15日・22日、TOKYO FM）
- FAV FOUR（2022年7月20日、NACK5）
- SUBARU Wonderful Journey 土曜日のエウレカ（2022年8月13日、TOKYO FM）
- さようなら六代目三遊亭円楽（2022年12月27日、TBSラジオ）
- JUNK20周年記念「JUNK大集合スペシャル」（2023年2月12日、TBSラジオ）
- 佐藤満春のジャマしないラジオ（2023年3月9日、InterFM）
- 春風亭一之輔 あなたとハッピー!（2023年3月24日、ニッポン放送）
- ニッポン放送ショウアップナイタースペシャル パ・リーグ開幕戦 日本ハム×楽天（2023年3月30日、ニッポン放送）
- ハライチのターン!（2023年4月7日 、TBSラジオ） - 体調不良の澤部の代打で出演
- 上柳昌彦 あさぼらけ「ウルトラヒットの道標」（2024年12月9日 - 13日 、ニッポン放送）
- 伊集院光とプロ野球を楽しもう（2025年2月24日、NHKラジオ第1） - 田口壮と共演[62]

### テレビ番組

#### 現在
- クイズプレゼンバラエティー Qさま!!（2007年 - 、テレビ朝日） - 準レギュラー回答者
- ナニコレ珍百景（2008年 - 、テレビ朝日） - 不定期出演
- 100分de名著（2012年4月4日 - 、NHK Eテレ）
- 林修の今でしょ!講座（2013年 - 、テレビ朝日） - 不定期出演
- 水曜日のダウンタウン（2014年5月28日 - 、TBS）
- 2014年 - しくじり先生 俺みたいになるな!!（不定期でゲスト先生・生徒として出演、テレビ朝日） - 原則パネラーとして不定期出演[注 17]
- 池上彰のニュースそうだったのか!!（2014年 - 、テレビ朝日） - 不定期出演
- 有吉のお金発見 突撃!カネオくん（2019年 - 、NHK総合）[注 18]。 - 準レギュラー
- 人間性暴露ゲーム 輪舞曲〜RONDO〜（2019年 - 、フジテレビ） - 不定期放送・解説役としてレギュラー出演
- ネタパレ（2019年 - 、フジテレビ） - 不定期でゲスト出演
- 題名のない音楽会（2020年2月29日 - 、テレビ朝日） - 不定期でゲスト出演
- お笑い実力刃（2021年 - 、テレビ朝日） - 不定期出演
- まだアプデしてないの?（2022年5月28日 - 、テレビ朝日） - 不定期出演
- もっと評価されるべき審議会（2022年 - 、フジテレビ） - 不定期放送
- 神回だけ見せます!（2022年 - 、日本テレビ・TVer）
- ぽかぽか（2023年1月9日 - 、フジテレビ） - 月曜レギュラー
- 出川哲朗のプロ野球順位予想（2023年3月25日 - 毎年3月の予想と年末の答え合わせ大反省会、テレビ東京） - 日本ハムファンとして
- 魔改造の夜（2023年4月 - NHK総合）
- 伊集院光&佐久間宣行の勝手に「テレ東批評」（2023年9月2日 - 、テレビ東京）
- あさドレ♪（2024年10月11日 - 、中京テレビ） - 金曜準レギュラー
- 人間研究所 〜かわいいホモサピ大集合!!〜（2025年4月2日 - 、中京テレビ） - ブルドッグの「ヒカル」としてアテレコ出演

#### 過去（バラエティなど）
- ギグギャグゲリラ（1990年 、日本テレビ） - 布施絵里と司会
- ヒューヒュー（1992年 - 1993年、日本テレビ）
- 素敵な気分De!（1992年 - 1993年 、TBS）
- CSゲーム（1992年頃 、朝日ニュースター）
- クイズ どんなMONだい?! （1992年頃 、日本テレビ）
- 金曜モグラネグラ 電気グルーヴのパンダの流れ作業∞（1993年 、テレビ東京）
- うるとら7:00（1993年 - 1996年、日本テレビ）
- チャレンジ大魔王（1993年 - 1994年 、TBS）
- ジャングルTV 〜タモリの法則〜（1994年4月 - 6月 、毎日放送・TBS系列）
- 天才てれびくん（1994年 - 1995年 、NHK教育）
- タモリ倶楽部（1994年 - 2015年 、テレビ朝日） - 不定期出演
- 森田一義アワー 笑っていいとも!（1995年 - 1996年 、フジテレビ）
- ゲームカタログII（1995年 - 1998年 、テレビ朝日）
- バリキン7 賢者の戦略（1996年 - 1997年 、TBS）
- オトナの遊び時間（1996年 - 1997年 、NHK総合）
- 開運!なんでも鑑定団（1996年 、テレビ東京） - 出張鑑定・司会
- 仮想空間Σ〜インタラクティブゲーム（1996年、NHK衛星第2）
- OH!エルくらぶ（1996年 - 1997年 、テレビ朝日）
- クイズ 虎の巻（1997年 、NHK総合）
- ウイークエンド・ジョイ（1997年 - 1998年 、NHK衛星第2）
- GameWave（1998年 - 2002年、テレビ東京）
- 王様のブランチ（1998年 - 2001年 、TBS） - 隔週出演
- 歴史たんけん（1999年 - 2001年、NHK教育）
- とりあえずイイ感じ。（1999年 - 2001年 、日本テレビ）
- スパスパ人間学!（2000年 - 2005年 、TBS）
- オフレコ!（2000年 - 2002年 、TBS）
- 電画なっ!（2000年 - 2002年 、TBS） - のちに『CGTV』に改名
- CX NUDE DV（2000年 - 2001年 、フジテレビ） - ザ・会議室コーナー出演
- 踊る!さんま御殿!!（2000年 - 2011年 、日本テレビ） - 不定期でゲスト出演
- 1億人の大質問!?笑ってコラえて!（2000年 - 2004年 、日本テレビ） - 不定期でゲスト出演
- 愛のエプロン（2000年 - 2006年 、テレビ朝日） - 不定期でゲスト出演
- 恋愛旅行社（2000年 、TBS）
- 年中夢中!コンビニ宴ス（2001年 、テレビ朝日）
- 週刊ストーリーランド（2000年 - 2001年 、日本テレビ）
- 出没!アド街ック天国 （2000年 - 2022年 、テレビ東京） - 不定期でゲスト出演
- フードバトルクラブ（2001年 - 2002年 、テレビ東京）
- ナミダメ（2001年 - 2002年 、テレビ東京）[63]
- GAME BREAK（2002年 - 2003年 、テレビ東京）
- 銭形金太郎（2002年 - 2004年 、テレビ朝日） - サポーター
- ためしてガッテン（2002年 - 2007年 、NHK総合） - 不定期でゲスト出演
- 世界・ふしぎ発見!（2002年 - 2024年 、TBS） - 不定期で準レギュラー回答者
- ガチンコ視聴率バトル!（2003年 - 2006年 、テレビ朝日）
- 虎の門（2003年 - 2007年 、テレビ朝日） - 「うんちく王決定戦」「ネット検索山崩し」「オールナイ虎の門」放送時のみ
- 爆笑問題&日本国民のセンセイ教えて下さい!（2003年 - 2009年 、テレビ朝日） - パネラー
- ジョーシキの時間2（2003年 - 2004年 、日本テレビ） -準レギュラー回答者
- ザ!世界仰天ニュース（2003年 - 2008年 、日本テレビ） - 不定期でゲスト出演
- 月刊イジューイン（2004年 - 2005年 、MONDO21）
- 世界バリバリ★バリュー（2004年 - 2006年 、TBS） - 不定期でゲスト出演
- 爆笑おすピー大問題!!（2004年 - 2005年 、フジテレビ）
- あなたも挑戦!ことばゲーム（2004年 - 2005年 、NHK総合） - 準レギュラー回答者
- 中井正広のブラックバラエティ （2004年 - 2012年 、日本テレビ） - 不定期でゲスト出演
- 発掘!あるある大事典Ⅱ（2004年 - 2006年 、フジテレビ） - 不定期でゲスト出演
- 爆笑問題の検索ちゃん（2005年 - 2017年 、テレビ朝日） - 準レギュラー
- あなた説明できますか?（2005年 - 2006年 、TBS） - 不定期でゲスト出演
- VivaVivaV6（2005年 - 2006年 、フジテレビ） - 不定期でゲスト出演
- ロンQ!ハイランド（2005年 - 2007年 、日本テレビ） - 準レギュラー回答者
- 世界一受けたい授業 （2005年 - 2011年 、日本テレビ） - 不定期でゲスト出演
- 驚きの嵐!世紀の実験・学者も予測不可能SP（2006年 - 2009年 、日本テレビ）
- マチガイだらけのダメな街 クイズみっけタウン!（2007年 、テレビ朝日） - 準レギュラー
- 今すぐ使える豆知識 クイズ雑学王（2007年 - 2010年 、テレビ朝日） - 準レギュラー回答者
- かい決!ふしぎ捜査隊（2007年 - 2011年 、青森テレビ） -司会
- 伊集院光のばんぐみ（2007年 - 2009年 、BS11デジタル）
  - 伊集院光のしんばんぐみ（2009年 、BS11デジタル）
- 賢コツ!!（2008年 - 2009年 、テレビ朝日）
- 人生が変わる1分間の深イイ話（2008年 - 2013年 、日本テレビ） - 不定期でゲスト出演
- カシャッと一句!フォト575（2009年 - 2012年 、NHK BSプレミアム） - 司会者
- ペケ×ポン（2009年 - 2014年 、フジテレビ）
- お願い！ランキング（2009年 - 2019年 、テレビ朝日） - 不定期出演
- IJP イジュウインパーク（2010年 - 2011年 、東京MXテレビ）
- 雑学王（2010年 - 2011年 、テレビ朝日）
- お願い!ランキングGOLD（2010年 - 2012年 、テレビ朝日） - くま将軍の声、声のみの出演だが進行役を務めるため初のゴールデン司会となる
- さまぁ〜ZOO（2011年 、テレビ東京）
- 今どき落語（2011年 - 2012年 、BSジャパン） - ナレーター
- 教科書にのせたい!（2011年 - 2012年 、TBS）
- スター☆ドラフト会議（2011年 - 2013年 、日本テレビ）
- 雑学家族（2012年 - 2013年 、テレビ朝日）
- 伊集院光のばらえてぃーばんぐみ（2012年 、東名阪ネット6）
- フットンダ（2012年 - 2014年 、日本テレビ）
- ストライクTV（2012年 - 2014年 、テレビ朝日） - 準レギュラー
- ウソのような本当の瞬間!30秒後に絶対見られるTV（2012年 - 2017年 、テレビ東京）
- 世界に誇る50人の日本人 成功の遺伝史（2013年 、日本テレビ）
- 水道橋博士の80年代伝説（2013年 、歌謡ポップスチャンネル）
- マサカメTV（2013年 - 2016年 、NHK） - 不定期でゲスト出演
- ニノさん（2014年 - 2017年、日本テレビ） - 不定期でゲスト出演
- 玉瀧光（2014年 、ひかりTV） - 司会
- 言いにくいことをハッキリ言うTV（2014年 、テレビ朝日）
- 小籔のしゃかりき!コロンブス（2014年 、ABC朝日放送）
- 絶対笑者（2014年 、NHK総合で不定期放映） - 司会
- 和風総本家（2014年 - 2020年 2014年 - 2020年 、テレビ東京） - 不定期でゲスト出演
- はに丸ジャーナル（2015年5月5日 、NHK）
- 超シリトリアル（2015年8月 、テレビ東京）
- あなたの知らない! ○○駅（2015年 、NHK BSプレミアム） - 司会、○○には「秋葉原」や「池袋」が入る
- 伊集院光のてれび（2015年10月 - 、TwellV）
- ビートたけしのTVタックル（2015年 - 2016年 、テレビ朝日） - 不定期でゲスト出演
- 指原カイワイズ（2015年 - 2016年 、フジテレビ） - 不定期でゲスト出演
- 日本人の3割しか知らないこと（2015年 - 2019年 、テレビ朝日） - 不定期でゲスト出演
- ナンカゲツマチ〜よくそんなに待てますね〜（2016年 、テレビ東京）
- あいつ今何してる？（2016年 - 2021年 、テレビ朝日） - 不定期でゲスト出演
- 液体グルメバラエティー たれ（2017年 、テレビ東京） - 不定期でゲスト出演
- ラストアイドル（2017年 、テレビ朝日） - ファーストシーズン司会* 日本人のおなまえ（2017年 - 2021年 、NHK総合）
- 俺の持論（2017年 - 2018年 、テレビ朝日） - 不定期でゲスト出演
- 陸海空 こんな時間に地球征服するなんて→陸海空 地球征服するなんて（2017年 - 2019年 、テレビ朝日） - 隔週でスタジオ出演
- 超逆境クイズバトル!! 99人の壁（2017年 - 2021年、フジテレビ） - 不定期でゲスト出演
- ウラ撮れちゃいました（2021年 - 2022年 、テレビ朝日） - 不定期でゲスト出演
- 中居正広のニュースな会→中居正広のキャスターな会（2021年 - 2024年7月、テレビ朝日） - 不定期出演
- 週刊ビジネス新書〜明日から使えるビジネスのヒント（2023年4月8日 - 2024年3月30日、テレビ東京）
- 私のバカせまい史（2023年4月20日 - 2024年3月、フジテレビ） - 不定期でゲスト出演.放送時間変更・縮小、ゲスト廃止による
- 伊集院光の偏愛博物館（ミュージアム）（2025年3月16日、22日、29日、各2回放送、全6回、BS-TBS）[64][65][58]
  - 「時刻表ミュージアム（東京）」「ならまち糞虫館（奈良）」（2025年3月16日）
  - 「東洋民俗博物館（奈良）」「翡翠原石館（東京）」（2025年3月22日）
  - 「絶滅メディア博物館（東京）」「シャレコーベ・ミュージアム（兵庫）」（2025年3月29日）

#### 単発・特番・ゲスト出演（バラエティなど）
- クイズ・ドレミファドン!（1987年 、フジテレビ） - 「激突!人気落語家大会」に三遊亭楽大として三遊亭楽太郎と出演
- 第3回NHK新人演芸コンクール（1988年11月5日 、NHK総合）
- 冗談画報II（1989年2月24日 、フジテレビ）
- ウッチャンナンチャンのやるならやらねば!（1990年 、フジテレビ） - ナン魔くん 被害者の力士役
- VOICE93 めざせ！ストリートファッション大賞（1993年8月2日 、テレビ東京） - 司会
- マジカル頭脳パワー!!（1994年1月22日・3月5日 、日本テレビ）
- 夢がMORI MORI（1994年 、フジテレビ）
- Sim-TV2 グローバル・クリスマス （1994年 、NHK BS2）
- スタジオパークからこんにちは（1994年頃、2009年3月4日 、NHK総合）
- クイズ赤恥青恥 （1996年 - 2002年 、テレビ東京） - 準レギュラー
- 関口宏の東京フレンドパークII（1996年10月21日、2000年7月10日,2001年7月23日,2003年6月30日 、TBS）
- 2000年
  - 1月1日 発明の20世紀・空想の世界が現実に 百年間・科学の軌跡（テレビ東京）
  - 1月1日 平成あっぱれテレビ2000（日本テレビ）
  - 1月1日 史上最強 取材拒否のラーメン店ランキング（テレビ東京）
  - 2月2日・4月12日・7月12日、2001年1月17日、2002年3月20日・11月6日、2004年11月24日 速報!歌の大辞テン!!（日本テレビ）
  - 2月14日-16日、2002年6月10日-12日、2003年3月27日-28日、2005年5月31日-2日、2007年1月23日-25日 ごきげんよう（フジテレビ）
  - 4月1日 オールスター感謝祭’00（TBS）
  - 7月4日 いきなり!黄金伝説。（テレビ朝日）
  - 8月30日 FNSソフト工場「爆笑問題の告発!ニッポン昔話」（フジテレビ）
  - 9月12日、2001年5月1日 人気者でいこう! （テレビ朝日）
- 2001年
  - 1月3日 なんでもアリ!お笑い第5世代ガチンコ視聴率バトル（テレビ朝日）
  - 1月4日 爆笑問題の笑いのツボ（テレビ朝日）
  - 1月28日、2002年1月26日、2003年12月6日、2004年6月12日 TVおじゃマンボウ（日本テレビ）
  - 1月28日 化粧をとった宝塚 新劇場に密着 伊集院光&西村知美（テレビ朝日）
  - 2月13日 たけしの万物創世紀（テレビ朝日）
  - 2月14日 明石家マンション物語（フジテレビ）
  - 2月28日、2002年2月1日・8月2日、2003年2月14日 ぐるぐるナインティナイン（日本テレビ）
  - 3月8日 とんねるずのみなさんのおかげでした（食わず嫌い王、フジテレビ）
  - 3月20日 『ぷっ』すま（テレビ朝日）
  - 3月31日 オールスター感謝祭'01（TBS）
  - 3月7日、2007年9月29日 メレンゲの気持ち（日本テレビ）
  - 7月16日 ZZZ（ブラジャー恐怖症特集、日本テレビ）
  - 7月16日 タイムショック21（テレビ朝日）
  - 8月30日・11月1日、2003年4月17日・8月7日、2004年1月1日・6月24日・10月28日、2006年5月18日 どっちの料理ショー（フジテレビ）
  - 9月1日 お台場2★4★8スーパーウォッ!チャ（フジテレビ）
  - 10月6日 オールスター感謝祭'01（TBS）
  - 12月31日 全国おもしろニュースグランプリ2001（テレビ朝日）
- 2002年
  - 1月1日 クイズ$ミリオネア（フジテレビ）
  - 1月2日 超超オフレコ!豪華版Mr.マリックVS芸能人（TBS）
  - 2月28日、2002年2月1日・8月2日、2003年2月14日 ぐるぐるナインティナイン（日本テレビ）
  - 2月24日 ドライブ A GO!GO!（共演:岡部玲子、テレビ東京）
  - 3月20日・11月6日、2004年11月24日 速報!歌の大辞テン!!（日本テレビ）
  - 3月14日・4月11日・5月30日・10月3日、2003年3月6日、2004年5月6日 ダウンタウンDX（日本テレビ）
  - 4月23日 笑っていいとも! テレフォンショッキング（フジテレビ）
  - 5月11日・7月27日 クイズ!バーチャQ（テレビ朝日）
  - 7月2日・7月9日、2003年4月23日・10月22日、2004年6月30日、2005年2月23日・7月6日 クイズ!ヘキサゴン（フジテレビ）
  - 9月10日 こたえてちょーだい!（フジテレビ）
  - 12月30日、2004年8月10日・11月9日・12月14日、2005年7月5日、2006年1月17日・2月14日・8月1日 最終警告!たけしの本当は怖い家庭の医学（テレビ朝日）
  - 12月31日 FNSザ・クイズ2002 国民のチャンスライン（フジテレビ）
- 2003年
  - 1月3日 賀正特番 ときめきの青春ヒットパレード'03（テレビ東京）
  - 2月2日 新・クイズ日本人の質問（NHK総合）
  - 2月16日 ウチくる!?（相田翔子、フジテレビ）
  - 3月29日 オールスター感謝祭'03（TBS）
  - 5月2日 2003年 鉄腕アトムはつくれるか〜すごいぞ!最先端ロボット大集合（NHK総合）
  - 5月4日・9月21日、2004年3月7日 お宝映像クイズ 見ればナットク!（NHK総合）
  - 6月14日 エンタの神様（笑いのコレクター、日本テレビ）
  - 6月22日 笑う犬の情熱（フジテレビ）
  - 6月28日 有名人が通うマチャミ食堂〜行列ができるおふくろの味SP!（日本テレビ）
  - 7月26日 知っとこ!（TBS）
  - 7月29日 世界痛快伝説!!運命のダダダダーン!Z（テレビ朝日）
  - 8月1日 はなまるマーケット（カフェコーナー、TBS）
  - 9月8日、2007年7月26日 雨上がり決死隊のアメトーーク!（テレビ朝日）
  - 9月24日 世界（珍）TVウォッチ!（フジテレビ）
  - 10月7日 お元気ですか日本列島（NHK総合）
  - 10月8日 FNS5000番組10万人総出演! がんばった大賞（フジテレビ）
  - 10月9日 ズームイン!!SUPER（生出演、日本テレビ）
  - 10月9日 志村けんの爆笑動物園「動物の赤ちゃん!超かわいいハプニング映像101連発スペシャル」（日本テレビ）
  - 12月28日 みのもんたのSOS! 「年末緊急SP 真相を激白!!引田天功SOS 韓国失踪ミステリー」（フジテレビ）
  - 12月22日 熱戦!感動!ロボコン全国大会2003（NHK総合）
- 2004年
  - 2月7日 世界を笑わせろ!パックンマックン 全米デビューへの道365日（テレビ朝日）
  - 3月9日 パンドラの秘宝〜クセになる世界TVウォッチ!（フジテレビ）
  - 4月10日 ザ・ドリフタ―ズ結成40周年記念特別企画 「加トちゃんケンちゃんドリフの全て見せますスペシャル」（TBS）
  - 4月14日 スイスペ! 「緊急生放送!芸能界うんちく王決定戦スペシャル」（テレビ朝日）
  - 4月28日、2005年1月28日 お昼ですよ!ふれあいホール（NHK総合）
  - 5月10日・7月5日 う!ウマいんです。（フジテレビ）
  - 5月15日 ビートたけしの!こんなはずでは!!（テレビ朝日）
  - 6月1日 所さん&おすぎの偉大なるトホホ人物伝（テレビ東京）
  - 6月12日 THEスペシャル!「あの最強軍団が集結FBI超能力捜査官第6弾 未解決事件を追え!」（日本テレビ）
  - 7月10日 アッコ&深キョンの芸能界のウラvsオモテ大公開SP 〜ホリプロタレントスカウトキャラバン合格必勝法!（テレビ朝日）
  - 9月14日 FNSソフト工場「確率症候群〜パーセントシンドローム」（フジテレビ）
  - 10月21日 オオカミ少年（TBS）
  - 11月24日、2005年3月30日・4月25日・11月14日、2006年2月20日・9月4日、2007年8月6日 ネプリーグ（フジテレビ）
  - 11月24日 不幸の法則（日本テレビ）
  - 12月30日 ニュースプラス1 超強力スペシャル2004（日本テレビ）
- 2005年
  - 2月9日 ニューカマーズ 「就職の神様2005」（フジテレビ）
  - 4月5日 ヒトノメ 「保身のために話せ！冷酷観衆50人リアルタイム判定投票超本気舌戦」（フジテレビ）
  - 4月6日 爆笑問題$賞金稼ぎ!1問100万円クイズ「1問答えて100万円!問題は2択Aか?Bか”青春の昭和”クイズ」（テレビ東京）
  - 4月12日 春の最強すし祭り これぞ!最強の一貫（テレビ東京）
  - 4月12日 - 14日 企画工場なりあがり「File No.01〜プライス4」（TBS）
  - 4月27日・8月31日・9月14日 爆笑問題☆伝説の天才（フジテレビ）
  - 4月30日・5月7日 バリューナイトフィーバー（日本テレビ）
  - 5月3日 嗚呼!センリュウ奥の院（テレビ東京）
  - 7月16日 絵画伝達バトル エデン（フジテレビ）
  - 9月23日 世界マチガイ遺産（テレビ東京）
  - 10月15日 バニラ気分!「マツケン・今ちゃん・オセロのGO!GO!サタ」（フジテレビ）
  - 12月6日 三宅式こくごドリル（テレビ東京）
  - 12月24日 Mr.マリックVS芸能界大スター&魔術師軍団 〜奇跡の超魔術対決スペシャル!!（TBS）
- 2006年
  - 1月1日 細木数子が平成18年を緊急大予言!!「アナタの将来を幸せにするSP」（テレビ朝日）
  - 1月4日 Ya-Ya-yah新年スペシャル「最強ジャニーズVS芸能人軍団〜どっちが勝つかSP!!」（テレビ東京）
  - 1月19日・26日 ザ・チーター（TBS）
  - 4月10日・6月26日・10月16日 主治医が見つかる診療所 （テレビ東京）
  - 4月22日 バリューナイトフィーバー（日本テレビ）
  - 5月23日 タモリのジャポニカロゴス（フジテレビ）
  - 9月27日 経済エンターテインメント ヘルメスの悪戯（テレビ東京）
  - 9月28日 タイムショック 芸能人バトルロイヤル11（テレビ朝日）
  - 10月2日 史上空前の頂上決戦マリックvsプリンセス天功「宿命の初対決スペシャル」（TBS）
- 2007年
  - 1月24日・4月11日・6月13日 クイズ!ヘキサゴンⅡ（フジテレビ）
  - 3月5日 爆笑問題の腹ペコちゃん雑学王（テレビ朝日）
  - 4月13日 一茂＆良純（秘）リサーチ 我が家は変じゃない!1億人お茶の間の真実（テレビ東京）
  - 5月1日・8月7日 週刊オリラジ経済白書（日本テレビ）
  - 8月17日、2013年4月17日・12月27日、2014年7月25日・12月26日 やりすぎ都市伝説（テレビ東京）
  - 9月16日 熱血!平成教育学院（フジテレビ）
  - 9月20日 ニッポン珍百景（テレビ朝日）
  - 10月17日 水トク!「ワールド井戸端会議」（TBS）
  - 11月1日 まるまるちびまる子ちゃん（フジテレビ）
  - 11月5日 お茶の間の真実〜もしかして私だけ!?〜（テレビ東京）
  - 11月11日 一攫千金ヤマワケQ! "責任者はお前だ!"パート2（テレビ朝日）
  - 12月19日 超魔術生誕20周年記念 史上最強の頂上決戦 Mr.マリック最新奥義 完全解禁スペシャル!（TBS）
  - 12月21日 太田光の私が総理大臣になったら…秘書田中。（日本テレビ）
  - 12月29日 人志松本のすべらない話 ザ・ゴールデンSP2（フジテレビ）
- 2008年
  - 1月1日 天下統一CG将軍（テレビ東京）
  - 3月11日 カスペ!「今ニッポンがおかしい 小倉智昭のマッチメイク」（フジテレビ）
  - 9月5日 第28回全国高等学校クイズ選手権（日本テレビ）
  - 9月18日 モクスペ「緊急検証!世紀の大予言スペシャル〜人類滅亡7の警告」（日本テレビ）
  - 12月5日 日本のビックリ新発見!頭が良くなるヘンな地図（テレビ東京）
- 2009年
  - 10月7日 シルシルミシル強力版〜すごく調べましたSP!（テレビ朝日）
  - 12月3日 VS嵐（フジテレビ）
- 2010年
  - 1月5日 あの日に帰りたい3〜00kg超級ダイエット（TBS）
  - 2月2日 爆笑問題のニッポンの教養 スペシャル 「File-100 100回スペシャル!“爆問学問”学」（26日に完全版が放送、NHK総合）
  - 4月18日 爆問学園イキすぎ!規則委員会（テレビ朝日）
  - 5月9日 大改造!!劇的ビフォーアフター SEASON2スペシャル（テレビ朝日）
  - 5月14日 ホンネの殿堂!!紳助にはわかるまいっ「最強姑軍団vsヨワ夫お悩み解決SP!」（フジテレビ）
  - 11月21日 日曜ビッグバラエティ「ACC50th Anniversary もう一度見たい！なつかしCMグランプリ あなたの青春はきっとこの中にある」（テレビ東京）
- 2011年
  - 1月29日 めちゃ×2イケてるッ!（フジテレビ）
  - 1月30日、2012年7月1日 行列のできる法律相談所 「絶対に浮気をしない奇跡の男・伊集院光 世の男性は見習いましょうSP」、「行列クイズ大会SP 芸能界のクイズ王が集合」（日本テレビ）
  - 4月30日・6月11日 住むならここバトル!街メーター（テレビ朝日）
  - 8月5日 笑っていいとも! テレフォンショッキング（フジテレビ）
  - 9月10日 関ジャニの仕分け∞ 一生懸命仕分けていきますスタートSP（テレビ朝日）
  - 9月22日・29日 爆笑問題のニッポンの教養 「File-160 笑うイグノーベル賞SP〜衝撃映像EXPO編」,「File-161 笑うイグノーベル賞SP 〜世界を変えた発明編」（NHK総合）
  - 9月29日 ニッポンの極論（フジテレビ）
- 2012年
  - 1月6日 えら〜い先生の学説 本当か?ウソか? 一流選手が大事な試合で実験してくれましたSP（日本テレビ）
  - 2月26日 爆笑!大日本アカン警察SP（フジテレビ）
  - 12月5日、2020年10月30日 徹子の部屋（テレビ朝日）
- 2013年
  - 1月1日 新春トップアスリート頂上決戦!SHOW GUTS スポーツ（テレビ東京）
  - 1月1日 嵐にしやがれ 〜2時間半SP 恒例 元日はTOKIO×嵐 怪物番組が嵐で今夜大復活！〜（日本テレビ）
  - 1月1日 あの名曲を方言で熱唱 新春全日本なまりうたトーナメント（テレビ朝日）
  - 2月10日 ボクらの時代 「玉袋筋太郎×伊集院光×西村賢太 俺たち中学33年生」（フジテレビ）
  - 7月7日 有吉反省会（日本テレビ）
  - 9月14日 土曜スタジオパーク（NHK総合）
  - 9月16日 明石家さんまの転職DE天職 3時間SP!!（日本テレビ）
  - 12月1日 あの名曲を方言で熱唱!全日本!東西なまりうた合戦（テレビ東京）
  - 12月30日 とくダネ!発 ニュースの言魂2013〜“あの言葉"に秘められた真実を追え〜（フジテレビ）
  - 12月30日 日本テレビ開局60年特別番組 世界に誇る50人の日本人 成功の遺伝史（日本テレビ）
  - 12月31日 ＜祝!2020東京決定SP＞スポーツ衝撃の生対決と伝説の名場面で最高のおもてなし（フジテレビ）
- 2014年
  - 1月1日 にっぽん名曲遺産&全日本なまりうたトーナメント2014元日スペシャル（テレビ朝日）
  - 1月3日 新春!神ワザパフォーマー＆集団行動&厳選お年玉トリハダ(秘)映像!6時間半SP（テレビ朝日）
  - 2月10日 池上彰が選ぶ日本を変えたニュース55年史 テレビ朝日開局55周年記念（テレビ朝日）
  - 4月3日 開局50周年!テレビ東京“50人の証言”（テレビ東京）
  - 4月8日 テレビ東京開局50周年特別企画 地球ドック〜宇宙から今の地球を健康診断〜（テレビ東京）
  - 7月30日 初めて○○やってみた（テレビ朝日）
  - 12月31日 2014→2015 ツキたい人グランプリ〜ゆく年つく年〜（フジテレビ）
- 2015年
  - 9月23日 人名バラエティー 集まれ田中！（旧姓田中として出演、NHK総合）
  - 12月30日 クイズ☆正解は一年後（TBS）
- 2017年
  - 1月1日 2017年新春！ニッポン元気になるお宝百景（NHK総合）
  - 1月1日 NHKスペシャル「トランプのアメリカ 世界はどうなる?」（NHK総合）
- 2018年
  - 1月1日 2018年新春!ニッポン“にぎわい”リレー!（NHK総合）
  - 1月2日 緊急SOS!池の水ぜんぶ抜く大作戦6〜今年も出た出た!正月3時間スペシャル〜（テレビ東京）
  - 1月3日 ビートたけしの私が嫉妬したスゴい人（フジテレビ）
  - 1月8日 ファン1万人がガチで投票！プロ野球総選挙（テレビ朝日）
- 2019年
  - 1月16日 ナカイの窓「ザキヤマを知る人SP」（日本テレビ）
  - 4月30日 平成の“大晦日"令和につなぐテレビ 知られざる皇室10の物語（フジテレビ）
  - 8月19日、2020年1月13日 石橋貴明のたいむとんねる（フジテレビ）
- 2020年
  - 3月21日 あちこちオードリー（アンタッチャブル柴田と師弟として共演）（テレビ東京）
  - 6月6日 M 愛すべき人がいて リミックスバージョン（テレビ朝日）
  - 6月17日 太川＆蛭子のバス旅 福島・郡山〜山形・銀山温泉 ラストラン完全版（スタジオ出演、テレビ東京）
  - 7月20日 国民1万4千人がガチで投票!お菓子総選挙（テレビ朝日）
  - 7月21日・28日 チマタの噺（テレビ東京）
  - 8月17日・25日 川柳居酒屋なつみ（テレビ朝日）
  - 10月30日 徹子の部屋（テレビ朝日）
  - 11月24日 ごごナマ（NHK総合）
- 2021年
  - 2月24日 ローカル路線バスVS鉄道 乗り継ぎ対決旅SP 盛岡〜青森・八甲田山（スタジオ出演、テレビ東京）
  - 5月12日 あちこちオードリー「昔からずっと出てる人」（「最近東京のテレビによく出てる人」見取り図盛山と共演）（テレビ東京）
  - 5月14日 久保みねヒャダこじらせナイト 伊集院光と雪解けSP（フジテレビ）
  - 5月28日 人志松本の酒のツマミになる話（フジテレビ）
  - 12月27日 国民5万人がガチ投票！テレビゲーム総選挙（テレビ朝日）
  - 12月31日 人気漫画家が選ぶ！本当にすごい漫画はコレだ！2022（テレビ朝日）
- 2022年
  - 5月24日・31日・6月7日 白黒アンジャッシュ（千葉テレビ）[66][67]
  - 8月13日 ダウンタウンのヤバイ昭和の世界!今となっては信じられない習慣、生活用品、遊び（日本テレビ）
- 2023年
  - 2月23日 ザ・プレミアム 驚き！ニッポンの底力 鉄道王国物語7（NHK BSプレミアム）[68]
  - 10月8日 教えて！ヴィンテージソング（テレビ朝日） - 沢田研二を推す[69]
- 2024年
  - 10月2日 - 新幹線タイムマシン（NHK総合）- ゲスト[70]
- 2025年
  - 3月26日 - 放送100年 スポーツ名場面 歴史を彩ったヒーロー・ヒロイン（NHK総合）- （副島萌生アナウンサーと一緒に）司会[71]

#### 報道・ワイドショー・スポーツ
下記の他不定期で、プロ野球中継の日本ハム戦に、ゲスト解説として出演することがある
- 熱血ドラゴンズ宣言（1993年 、中京テレビ）
- TVじゃん!!（1995年 - 1996年 、日本テレビ） - スポーツコーナーのレギュラー
- 伊集院光の野球のミカタ!（2003年 - 2005年 、パーフェクト・チョイス） - 2004年『伊集院光の野球バン』に改名
- おはよう!グッデイ（2002年9月12日 、TBS）
- 感動プレイバック TVの50年（2003年2月5日 、NHK総合）
- スポーツ魂（2004年 - 2007年 、テレビ東京） - メインキャスター
- 光る!スポーツ研究所（2004年 - 2021年 、メーテレ） - のちに『スポケン!』→『SPOKEN!』→『Spoken!』に改名[注 19]
- 水曜プレミア「プロ野球好珍プレー〜夏祭りだ!長嶋ジャパン日米大ハッスルSP」（2004年7月14日 、TBS）
- なっとく!スポーツ事典!!〜今輝く女子アスリート（2005年1月10日 、テレビ東京）
- 北海道日本ハムファイターズ優勝特番「もちろん司会はこの人しかいないでしょうSP」（2006年10月12日 、テレビ東京）
- スーパーモーニング（2007年 - 2008年 、テレビ朝日） - 水曜日担当コメンテーター
- NNN Newsリアルタイム（2007年 - 2010年 、日本テレビ） - ここがわからん!パネラー
- フルタの方程式「4月号 ファインプレー審議委員会」（2010年4月10日 、テレビ朝日）
- スポーツ酒場“語り亭”「プロ野球 魔球トーク」（2013年4月27日 、NHK BS1）
- 古田敦也のプロ野球ベストゲーム「楽天 栄光への敗北 2009年CS・楽天対日本ハム」（2014年3月14日 、NHK BS1）
- スポーツ酒場“語り亭”「今夜はとことん、野球マンガ」（2014年8月3日 、NHK BS1）
- 金曜eye「チャンスをつかめ!2020年東京五輪（2014年10月24日 、NHK総合）
- クローズアップ現代＋「大谷“二刀流”そして大逆転劇〜日本ハム・栗山監督が語る〜」（2016年11月1日 、NHK総合）
- 大谷翔平 超解剖!スペシャル（2018年3月30日 、NHK総合）
- 行くぜ！パラリンピック「ブラインドサッカー」（2018年12月23日 、NHK BS1）
- WBCバイブル〜世界の野球を楽しむ方程式〜（2023年1月 - 3月 、テレビ朝日）
- ファン1万人がガチで投票!本当にスゴいと思うプロ野球選手総選挙（2023年2月23日 、テレビ朝日）

#### テレビドラマ
- まったナシ! 第3話 - 最終話（1992年、日本テレビ） - 滝本 (元学生横綱) 役
- 土曜ドラマ「黄昏の甘い恋歌」 （1994年9月17日、NHK総合）
- 古畑任三郎 第19回「VSクイズ王」（1996年、フジテレビ） - 沼田 役
- ご存じ!サウナの玉三郎!!（1996年、フジテレビ）
- 3番テーブルの客（1997年、フジテレビ）
- 踊る大捜査線 シリーズ - 野口達夫 役
  - 踊る大捜査線 第5話（1997年、フジテレビ）
  - 弁護士 灰島秀樹[注 20]（2006年、フジテレビ）
- 新幹線'97恋物語（1997年、TBS）[72]
- 職員室（1997年、TBS） - ゲスト（声の出演）
- 女王蜂（1998年、フジテレビ） - 遊佐三郎 役
- HOTEL 第5シリーズ（1998年、TBS） - 雨宮 役
- 夜逃げ屋本舗 スペシャル（1999年、日本テレビ） - 西崎光一 役
- 鉄甲機ミカヅキ（2000年、フジテレビ） - TVレポーター 役
- 果つる底なき（2000年、フジテレビ） - 坂本健司 役
- マジシャン刑事（2000年、フジテレビ）
- 慎吾ママドラマスペシャル おっはーは世界を救う（2001年、フジテレビ）
- ショムニ・ファイナル（2002年、フジテレビ） - 榊雅也 役
- 刑事調査官 玉坂みやこシリーズ（2003年 - 2004年、フジテレビ） - 竹内健二 役
- The Partner 〜愛しき百年の友へ〜（2013年、TBS） - 警官 役
- 日本沈没-希望のひと-（2021年、TBS） - 鍋島哲夫 役[73]

#### ドキュメンタリー
- 伊集院光x糸井重里「MOTHER」トーク（2006年4月20日、ネット生中継）
- 8人の伊丹十三（2018年12月15日、NHK BSプレミアム）
- 探検!巨大ミュージアムの舞台裏 〜国立科学博物館驚きの世界〜（2021年3月27日、NHK BSプレミアム）[74]
- プロフェッショナル 仕事の流儀「クイズ、最高の一問〜クイズ作家・矢野了平／日髙大介〜」（2021年4月13日、NHK総合）
- 魔改造の夜（2021年8月21日・24日 2022年1月22日・29日、8月20日・21日、2023年1月6日・7日、NHK BSプレミアム）

#### 音楽
- MUSIX!（2002年9月3日,9月10日,11月26日 、テレビ東京）
- 僕らの音楽 Our Music 5 「桜井和寿×伊集院光」（2008年12月12日 、フジテレビ） - 桜井が『深夜の馬鹿力』ヘビーリスナーであることからの指名[75]
- Love music「電気グルーヴ ライナーノーツ」（2017年7月23日 、フジテレビ）
- 題名のない音楽会（2020年2月29日・3月7日、2021年12月11日 テレビ朝日）
- アワー・フェイバリット・ソングVol.3〜私が「深夜高速」を愛する理由〜（2022年8月3日 、フジテレビ）
- マカロニえんぴつと言葉の居場所（2022年9月3日 、フジテレビ） - はっとりが『深夜の馬鹿力』ヘビーリスナーであることからの指名[76]
- 歌える！J-POP黄金のベストアルバム30M（35）（2023年2月12日 、NHK BSプレミアム）

#### テレビアニメ
- ちびまる子ちゃん（2021年3月14日、フジテレビ） - 本人（ラジオDJ）役[77][78]

### 映画
- スーパーの女（1996年、東宝） - 鮮魚部助手 役
- マルタイの女（1997年、東宝） - トロと呼ばれる刑事 役
- ひみつの花園（1997年、東宝） - 田中教官 役
- フランダースの犬（1997年、松竹） - 審査員 役（声）
- ガメラ3 邪神覚醒（1999年、東宝） - 京都駅付近の警官 役
- Go!（2001年、日活） - 細村店長 役
- ゲゲゲの鬼太郎（2007年、松竹） - ぬりかべ 役（声）
  - ゲゲゲの鬼太郎 千年呪い歌（2008年、松竹） - ぬりかべ 役（声）
- 踊る大捜査線 THE MOVIE3 ヤツらを解放せよ!（2010年、東宝） - 野口達夫 役
- かぐや姫の物語（2013年、東宝） - 阿部右大臣 役（声）
- 来る（2018年、東宝） - スーパーの店長 役
- 私はいったい、何と闘っているのか（2021年、日活・東京テアトル）- 上田店長 役[79]

### オリジナルビデオ
- 「くどき屋ジョー」（1994年、東映ビデオ） - 毒薬仁 役
- 「新ファンキー・モンキー ティーチャー どつかれたるねん!」（1994年、

ポニーキャニオン）
- 「ファットマンブラザーズ〜百貫探偵〜」（1995年、バンダイビジュアル） - 主演・監督・主題歌
- 「ござまれじ」（2003年、クリエイティブアクザ）

### ネット配信
- KILLAH KUTS（2024年10月7日、Amazon Prime Video）- 「麻酔ダイイングメッセージ」MC[80]

### ゲーム
- 『Neo ATLAS体験版ファミ通バージョン』【PS】アートディンク、アスキー、1998年2月※全国提携ゲームショップにて無料配布、伊集院光をモデルにした発見物「イジューマン」登場
- 『es』【DC】
- 『火星物語』【PS】 オレンジの風の声優として登場
- 『日米間プロ野球FINAL LEAGUE』【PS2】スクウェア・エニックス、2002年4月25日※松村邦洋とのダブル解説として声の出演。他に浅草キッド、ダンカン・林家ペーのダブル解説もある（解説はダンカンのプロデュースによるもの）

### CD
- 『これでいいのだ』筋肉少女帯 — ゲスト参加、1989年
- 『星空のパスポート』芳賀ゆい、1990年
- 『Crazy For You』TMN（アルバム『EXPO』収録曲）笑い声サンプリング、1991年
- 『ARAKAWA魂』 荒川ラップブラザーズ（伊集院光、久保こーじ）、1992年
- 『アナーキー・イン・AK』 荒川ラップブラザーズ、1992年
- 『VITAMIN』 電気グルーヴ — ゲスト参加、1993年
- 『TRUE』米光倶楽部（米光美保、関根勤、伊集院光）「友情出演」、1993年
- 『全裸マンのテーマ』丸裸三郎と全裸マンブラザーズバンド、1993年
- 『FATMAN BROTHERS』FATMAN BROTHERS（伊集院光、石塚英彦、田口浩正）1995年
- 『あの素晴しい愛をもう一度』FATMAN BROTHERS（伊集院光、石塚英彦、田口浩正）1995年『FATMAN BROTHERS』からのシングルカット。
- 『走馬燈』伊集院プロデュース。「伊集院光 深夜の馬鹿力」のリスナーで結成された「水死隊」→「焼死隊」→「変死隊」が歌唱。2000年から2001年にかけて数ヴァージョンが制作され、市場ルートに乗らない形で販売。詳細は当該記事参照。
- 『伊集院光選曲 おバ歌謡』（東芝EMI ASIN: B000228X0A）オムニバス 2004年
- 『日本昔ばなし〜フェアリー・ストーリーズ〜第10巻』伊集院光、今陽子、鶴見辰吾、山瀬まみ他。コロムビアミュージックエンタテインメント、2005年※ホリプロ45周年記念企画朗読アルバム・シリーズ。日本昔ばなしをホリプロのタレントたちが朗読。あたまが池（伊集院光）

### VHS
- 1988年 『今様クレジット講座 ―多重債務者にならないために―』（1988年、日本クレジットカウンセリング協会） - 主演は三遊亭楽太郎（六代目・三遊亭円楽）。伊集院（三遊亭落大）はインタビュアーとして出演

### DVD
- 2008年 「特典映像」（くりぃむしちゅー有田哲平監督作品）ビクターエンタテインメント
- 2008年 『伊集院光のばんぐみのでぃーぶいでぃー』全2巻・各巻2枚組。ポニーキャニオン
- 2009年 『伊集院光のでぃーぶいでぃー』全6巻。ポニーキャニオン
- 2012年 『伊集院光のばらえてぃー』全6巻。ポニーキャニオン
- 2013年 『伊集院光のばらえてぃーぷらす』全3巻。ポニーキャニオン

### CM・広告
- 日本香堂
  - 毎日香 青雲 ※三遊亭楽大時代
- ベルフーズ
  - なるなるみになる - ギャグオペラ歌手時代、歌声で出演
- マクドナルド
  - 「おいしいね、マクドナルド」 - 声の出演
- サントリー
  - 鍋ビール「鍋の季節の生ビール」（1995年） - 力士の格好で登場
- メルシャン
  - 居酒屋仕立て 桂花陳酒サワー（1995年） - 猪八戒の格好で登場。飯島直子と共演
- 第一製薬（現・第一三共ヘルスケア）
  - パテックス
- 山之内製薬（現・第一三共ヘルスケア）
  - ガスター10（1997年）  - 西村雅彦と共演
- 大塚食品
  - ボンカレー 「あ！あれたべよ」
- 日清食品
  - 日清焼そばU.F.O. 「ターボエビ全開!」（1999年） - 松鶴家千とせ・中山仁・増田恵子・川崎麻世と共演
- キリンビール
  - ラガービール（2000年） - 石塚英彦・松村邦洋と共演
- 春日井製菓
  - のどにスッキリ（2002年）
- SHARP
  - 日本一短いクイズショー「シャープに答えて!」（2003年 - 2008年）
- 20世紀フォックステレビジョン
  - 24 -TWENTY FOUR-シーズン1 DVD（2004年）
- 東京都選挙管理委員会
  - 2007年東京都知事選挙 - 香椎由宇と共演
- ミツカン
  - 〆まで美味しいごま豆乳鍋つゆ「僕がずっとはまってるやつ（帰ってきた2分割篇・食べる伊集院さん篇）」（2013年 - 2015年）
  - 〆まで美味しい地鶏塩ちゃんこ鍋つゆ「やっぱり地鶏塩ちゃんこ鍋でしょ」（2015年）
- 自動車整備振興会
  - ラジオCM（2021年6月 - ）
- 東京都「こどもスマイルムーブメント」※アンバサダー就任（2023年8月 - ）[81]
  - ラジオCM（2024年2月1日 - 29日[82]）

### その他コンテンツ
- 高畑勲展（2025年、麻布台ヒルズギャラリー）-ナビゲーター[83][84]

## 著書
- 伊集院光のOh!デカ大百科（ニッポン放送出版、ISBN 4-594-01120-9）
- 幸福（しあわせ）のツボ（集英社 ISBN 4-08-781085-2）
- 銀色（シルバー）川柳－北枕（日本テレビ、ISBN 4-8203-9520-3）
- 伊集院光と弁護士・岩田武司のもめごと解決大将軍（小学館、ISBN 4-09-404581-3）
- ザ・会議室（みうらじゅん・山田五郎共著、光進社、ISBN 4-87761-056-1）
- D.T.（みうらじゅん共著、メディアファクトリー、ISBN 4-8401-0619-3）
- 球漫－野球漫画シャベリたおし!（実業之日本社、ISBN 4-408-61233-2）
- のはなし（宝島社、ISBN 4-7966-6094-1）
  - のはなし にぶんのいち〜イヌの巻〜（宝島社文庫、ISBN 978-4-7966-7642-7）
  - のはなし にぶんのいち〜キジの巻〜（宝島社文庫、ISBN 978-4-7966-7644-1）
- のはなしに（宝島社、ISBN 978-4-7966-6190-4）
  - のはなしに 〜カニの巻〜（宝島社文庫、ISBN 978-4-7966-8279-4）
- のはなしさん（宝島社、ISBN 978-4-7966-7587-1）
- のはなしし（宝島社、ISBN 978-4-79668-264-0）
- ファミ通と僕 1998-2000（エンターブレイン、ISBN 978-4-04-729125-6）
- ファミ通と僕 2000-2002（エンターブレイン、ISBN 978-4-04-729126-3）
- 伊集院光の今週末この映画を借りて観よう vol.1（宝島社、ISBN 978-4-80026-015-4）[85]
- 伊集院光の今週末この映画を借りて観よう vol.2（宝島社、ISBN 978-4-80026-284-4）[86]
- 世間とズレちゃうのはしょうがない（養老孟司共著、PHP研究所、ISBN 978-4-569-84318-6）
- 次の角を曲がったら話そう（小学館、ISBN 978-4-09310-696-2）
- 名著の話 僕とカフカのひきこもり（KADOKAWA、ISBN 978-4-04400-559-7）
- 名著の話 芭蕉も僕も盛っている（KADOKAWA、ISBN 978-4-04400-716-4）

### 関連書籍
- 『SFアドベンチャー』徳間書店、特集「笑撃文学」に自作の短編小説「神様志願」を掲載。1993年夏季号（15巻3号 通巻152号）
- 『ターザン No.182』マガジンハウス、1994年2月※インタビュー4項。
- 『ラジオパーソナリティ〜22人のカリスマ〜』軍司貞則、扶桑社、1998年5月※ノンフィクション
- 『ゲームの話をしよう（第2集）』永田泰大、エンターブレイン、2001年10月※週刊ファミ通の人気連載ページの単行本
- 『うんちくブック』テレビ朝日「虎の門」うんちく王選定委員会・編、双葉社、2003年9月※番組の書籍化
- 『prints（プリンツ）21 2008年春号 特集・山口晃』プリンツ21 季刊版、2007年
- 『クイック・ジャパン80』太田出版、2008年※伊集院光インタビュー
- 『フリーマガジンR25 NO.211』リクルート、2008年10月8日※ロングインタビュー伊集院光[87]
- 『少年サンデー1983 週刊少年サンデー8/15増刊』小学館、2009年7月15日※対談［タッチとボクと1983年］伊集院光+あだち充
- 進研ゼミ 小冊子に出筆（テレフォン情報の声も担当）
- 『25ans』ハースト婦人画報社 ※夫婦で見た映画・ビデオを妻と共同出筆で紹介するコーナー
- 『プチセブン』小学館、女子高生の格好の写真を掲載し、女子高生として悩み相談にのるという企画の連載。全12回

### 連載
- 伊集院光接近につきゲーム警報発令中 『週刊ファミ通』（エンターブレイン） - 連載コラム
- 伊集院光の深夜27時の買い物 『DIME』（小学館） - 連載コラム、放送作家・渡辺雅史との実質的な共著
- 夕刊ツーカー（ツーカーオリジナルコンテンツ） - 週3回配信していたが、2006年9月29日でコンテンツそのものの終了により連載も終了。後に出版された書籍「のはなし」「のはなしに」「のはなしさん」「のはなしし」は、このコンテンツを加筆修正したもの。